# Гангнихесу
Гангнихесу е първият от традиционните „дванадесет царе на Дахомей“ (Дахомей е днешен Бенин). Може би е управлявал около 1620 г. Символите му са мъжка птица гангнихесу (птицата е ребус за името му), тъпан и прътове за хвърляне/лов. Не е напълно изяснено дали той наистина е бил цар. Може да е бил влиятелен водач, който със своите съвети към по-малкия си брат Дакодону управлявял населението. Дакодону определено е бил смятан за цар по време на своя живот.
| Портал | Портал „Африка“ съдържа още много статии, свързани с Африка. Можете да се включите към Уикипроект „Африка“. |